# سیارک ۵۴۲۳۷
سیارک ۵۴۲۳۷ (به انگلیسی: 54237 Hiroshimanabe، نامگذاری:2000JD18) پنجاه و چهار هزار و دویست و سی و هفتمین سیارک کشف شده‌است که در ۵ مه ۲۰۰۰ کشف شد.